# HackerRank
HackerRank是一家提供企業或個人算法竞赛的科技公司。程式開發者藉由寫出符合規格書的程式來互相競爭。 HackerRank的程式設計題目支援多種程式語言來完成(包括Java，C++， PHP，Python，SQL，JavaScript)且橫跨多種计算机科学的領域。
HackerRank將多數程式設計題目，分類成各種計算機科學的核心領域，包括資料庫管理，數學，人工智慧，以及各種主題。
當程式設計師上傳程式設計題目的程式碼解答，根據程式碼輸出的正確性來取得分數。在HackerRank的排行榜會將全部程式設計師排名，並根據成就授與徽章，這機制讓使用者更樂於互相競爭。除了個人練習的程設題之外，HackerRank也會舉辦比賽(通常是指HackerRank的"CodeSprints")，在此比賽中，使用者於一定的時間內，解同樣的程式題目，並根據結果排名。HackerRank是由程式競爭來形成遊戲中學習潮流的一部份。程式設計師在此網站, 個人使用免費。

## 外部鍵結
- HackerRank （页面存档备份，存于）